# Самораж (Светлогорский район)
Самораж (бел. Самараж) — деревня в Боровиковском сельсовете Светлогорского района Гомельской области Республики Беларусь.
На востоке урочище Красная Нива.

## География

### Расположение
В 12 км на юго-восток от Светлогорска, 19 км от железнодорожной станции Светлогорск-на-Березине (на линии Жлобин — Калинковичи), 102 км от Гомеля.

### Гидрография
На северо-востоке озеро Великое.

## Транспортная сеть
На автодороге Светлогорск — Горваль. Планировка состоит из чуть искривлённой улицы, ориентированной с юго-востока на северо-запад, к центру которой присоединяется небольшая криволинейная улица. Застройка двусторонняя, деревянная, усадебного типа.

## История
Основана в начале 1920-х годов переселенцами из соседних деревень. В 1931 году жители вступили в колхоз.

## Население

### Численность
- 2004 год — 11 хозяйств, 12 жителей

### Динамика
- 1959 год — 106 жителей (согласно переписи)
- 2004 год — 11 хозяйств, 12 жителей